# Фемисон Самосский
Фемисон (др.-греч. Θεμίσων; IV век до н. э.) — наварх Антигона Одноглазого

## Биография
Фемисон был родом с острова Самоса. Впервые в античных источниках Фемисон упомянут в связи с осадой Тира Антигоном 314—313 годов до н. э., когда он привёл на помощь 40 кораблей из района Геллеспонта. По предположению Р. Биллоуса, эти корабли использовались Антигоном в 317 году до н. э. во время сражения при Византии с Клитом, а Фемисон находился на службе у Антигона ещё с этого времени.
Под Тиром Антигон разделил свой флот на две части: 50 кораблей отплыли на Пелопоннес, остальная часть флота под командованием Диоскурида — в направлении Эгейского моря. Возможно, Фемисон командовал эскадрой, которая отплыла на Пелопоннес.
В 306 году до н. э., во время морской битвы при Саламине, Фемисон вместе с братом Антигона, будущим историком, Марсием находился в центре флота Деметрия, возглавляя лёгкие суда. Возможно, Марсий, который не имел военного опыта, был формальным командующим этой частью флота, а Фемисона приставили к нему в качестве советника.
Больше о Фемисоне ничего не известно.